# Grote zandwolfspin
De grote zandwolfspin (Arctosa figurata) is een spinnensoort in de taxonomische indeling van de wolfspinnen (Lycosidae).
Het dier behoort tot het geslacht Arctosa. De wetenschappelijke naam van de soort werd voor het eerst geldig gepubliceerd in 1876 door Eugène Simon.